# Östlig olivflatnäbb
Östlig olivflatnäbb (Rhynchocyclus olivaceus) är en fågel i familjen tyranner inom ordningen tättingar.

## Utseende och läte
Östlig olivflatnäbb är en medelstor tyrann med rätt lång stjärt och rundat huvud. Fjäderdräkten är färglöst brungrön med få särskilda kännetecken, annant än en otydlig ljus ögonring och en mycket bred näbb. Vanligaste lätet är en snabb serie sträva, fallande toner.

## Utbredning och systematik
Östlig olivflatnäbb delas in i tre underarter med följande utbredning:
- Rhynchocyclus olivaceus guianensis – förekommer i södra Venezuela, Guyanaregionen samt västra och norra Amazonområdet i Brasilien
- Rhynchocyclus olivaceus sordidus – förekommer i sydöstra delen av Amazonområdet i Brasilien
- Rhynchocyclus olivaceus olivaceus – förekommer i nordcentrala och östra Brasilien

Tidigare behandlades östlig och västlig olivflatnäbb (Rhynchocyclus aequinoctialis) som en och samma art, "olivflatnäbb". Sedan 2016 kategoriserar Birdlife International och naturvårdsunionen IUCN dem dock som skilda arter, sedan 2023 även av International Ornithological Congress.

### Familjetillhörighet
Arten placeras traditionellt i familjen tyranner. DNA-studier visar dock att Tyrannidae består av fem klader som skildes åt redan under oligocen, pekar på att de skildes åt redan under oligocen, varför vissa auktoriteter behandlar dem som egna familjer. Östlig olivflatnäbb med släktingar placeras då i Pipromorphidae.

## Levnadssätt
Östlig olivflatnäbb hittas i skogar i låglänta områden och förberg. Den ses enstaka eller i par i skogens nedre och mellersta skikt. Den slår ofta följe med kringvandrande artblandade flockar.

## Status
Arten har ett stort utbredningsområde och beståndet anses vara stabilt. Internationella naturvårdsunionen IUCN listar den därför som livskraftig (LC).